# Cameraria platanoidiella
Cameraria platanoidiella är en fjärilsart som först beskrevs av Braun 1908.  Cameraria platanoidiella ingår i släktet Cameraria och familjen styltmalar. Inga underarter finns listade i Catalogue of Life.